# Jean Hyppolyte de Colins
Jean Hyppolyte de Colins (Brussel, 24 december 1783 – Parijs, 12 november 1859) was een socialistische denker. Zijn volledige naam was Jean Guillaume César Alexandre Hippolyte de Colins de Ham. Hij noemde zijn filosofisch stelsel het rationeel socialisme.

## Levensloop
Jean Hyppolyte de Colins was van oorsprong een Waalse Belg, maar liet zich naturaliseren tot Fransman.
Hij was een zoon van Guillaume de Colins, ridder de Ham (1729-1799), die kamerheer was aan het keizerlijk hof van Oostenrijk, met standplaats in Brussel.
Colins werd voor zijn opleiding van 1791 tot 1801 toevertrouwd aan de geleerde priester Henri-Joseph Debouche (1738-1805). Hij bestudeerde de klassieke Griekse auteurs, de heilige Augustinus van Hippo en filosofen zoals René Descartes en Condillac.
In 1801 maakte hij een reis door Duitsland en voegde zich in 1803 bij het Franse leger, waar hij carrière maakte, eerst tot in 1811 en opnieuw van 1813 tot 1816. Hij maakte onder andere de Slag bij Austerlitz en de Slag bij Ligny mee. In 1804 studeerde hij wiskunde en geometrie. Door het leger werd hij naar de school in Alfort voor veeartsenij en voor landbouw gestuurd. Van 1811 tot 1813 doorliep hij een administratieve loopbaan, om nadien weer militair te worden. Trouw gebleven aan Napoleon, werd hij in 1816 uit het leger ontslagen. Hij week uit naar de Verenigde Staten, waar hij plannen beraamde om Napoleon te redden uit zijn gevangenschap op Sint-Helena via luchtballon of onderzeeboot.
Hij vervolgde met medische studies in Philadelphia (Pennsylvania) (1818). Nadien trok hij naar Cuba en baatte er een koffieplantage uit, terwijl hij zijn medische studies verderzette. In 1820 trouwde hij met de creoolse weduwe Marie-Louise de Saint-Georges, met wie hij een zoon en een dochter had. 
Na de terugkeer van Colins in Frankrijk probeerde hij een samenzwering te organiseren om Napoleon II op de troon te krijgen. Met deze plannen stopte hij toen Napoleon II op 21-jarige leeftijd overleed. De revolutie van 1830 had als gevolg dat een andere tak van de Bourbons aan de macht kwam. De 'napoleonist' Colins verliet de politiek en begon grote auteurs te bestuderen: Claude Henri de  Saint-Simon en Fourier. Hij interesseerde zich voor talrijke disciplines: wetenschappen, literatuur, theologie, rechten, geneeskunde en natuurwetenschappen. Het was de tijd toen hij een eerste poging deed om zijn idee van "rationeel socialisme" te doen ingang vinden, die vooropstelde de grond te nationaliseren en met de opbrengst van het verhuren ervan, de armoede te bestrijden. Hij publiceerde zijn eerste twee werken: Le pacte social (1834) en Le socialisme rationnel (1849). De term "collectivisme" kwam hierbij voor het eerst voor. In de jaren 1850 schreef hij nog een aantal boeken. Het politieke stelsel van Colins is geïnspireerd op het gedachtegoed van Claude Henri de Saint-Simon. Het rationeel socialisme heeft verschillende socialisten geïnspireerd in België, Zwitserland en Frankrijk.
Louis de Potter behoorde tot zijn eerste aanhangers. Hier en daar kwamen Colinskringen tot stand, zoals in Bergen en in Verviers.
Van juni 1848 tot maart 1849 werd Colins, vanwege de aan gang zijnde troebelen in Frankrijk, gevangen gezet. Terug vrij, werkte hij verder aan zijn oeuvre. In november 1859 overleed hij. Agathon de Potter werd de jarenlange bewonderaar en propagator van Colins.

## Denkbeelden
Colins geloofde in reïncarnatie van menselijke zielen. Dieren waren volgens Colins niks anders dan gevoelloze en zielloze machines. Door het verloop van de reïncarnatie worden de menselijke zielen slimmer en dat leidt tot technologische vooruitgang. 
De mensheid zou drie stadia doorlopen, namelijk de theocratie, de democratie en als laatste de logocratie. Het woord logocratie is een neologisme gebaseerd op de Griekse woorden logos (rede) en cratie (heerschappij). Logocratie betekent dus "de heerschappij van de rede". De logocratie is de regeringsvorm van het rationeel socialisme. 
Op politiek vlak moest een dictator – bijvoorbeeld de familie Bonaparte – zorgen dat alle productiemiddelen werden genationaliseerd. De overheid zou daarna het land en de productiemiddelen verhuren aan individuen en groepen. De spoorwegen, mijnen en nutsvoorzieningen zouden door de overheid bestuurd worden. Na het afstuderen moesten jongeren eerst vijf jaar bij de staatsbedrijven werken, voordat zij productiemiddelen konden huren bij de overheid.

## Publicaties
- ‘’Le Pacte social’’, 1834
- Socialisme rationnel, ou Association universelle des amis de l'humanité, 1849
- Qu'est-ce que la science sociale, 1854-55
- La Science sociale, 1857
- De la souveraineté, 1857
- La science sociale, 1857-96